# Élections législatives portugaises de 1991
Les élections législatives portugaises de 1991 (en portugais : Eleições legislativas portuguesas de 1991) se sont tenues le 6 octobre 1991 afin d'élire les 230 députés de la sixième législature de l'Assemblée de la République pour un mandat de quatre ans.
Le scrutin est de nouveau remporté à la majorité absolue par le Parti social-démocrate (PPD/PSD).

## Contexte
Depuis la « révolution des Œillets » du 25 avril 1974, le Portugal connaît une forte instabilité politique puisque trois élections législatives anticipées ont été convoquées, aucun gouvernement n'est allé au terme de son mandat de quatre ans et 11 cabinets se sont succédé au pouvoir en 13 ans.
Ainsi, après l'adoption d'une motion de censure à l'encontre du premier gouvernement du Premier ministre libéral Aníbal Cavaco Silva, le président de la République Mário Soares prononce la quatrième dissolution de l'Assemblée de la République depuis 1976 et convoque les élections législatives anticipées du 19 juillet 1987.
Ce scrutin est une grande première puisque le Parti social-démocrate (PPD/PSD) alors au pouvoir remporte une large victoire. Il conquiert la majorité absolue des sièges avec 148 députés sur 250 et la majorité absolue des voix avec 51 % des suffrages exprimés. Il distance largement le Parti socialiste (PS) de l'ancien ministre des Finances Vítor Constâncio, qui recueille 23 % des voix et fait élire 60 parlementaires. La nouvelle Coalition démocratique unitaire (CDU), structurée autour du Parti communiste portugais (PCP), retrouve son rang de troisième force politique avec 12 % des bulletins de vote et 31 mandats au Parlement. Le Parti rénovateur démocratique (PRD), formation centriste de l'ancien président de la République António Ramalho Eanes, rétrograde du coup en quatrième position avec à peine 5 % des suffrages et sept députés, soit 38 moins qu'en 1985. De même, le Parti du centre démocratique et social (CDS) subit une sévère déconvenue, divisant son résultat par deux et ne comptant plus que quatre sièges, un minimum historique.
Fort de sa nouvelle majorité, Cavaco Silva forme un nouveau gouvernement, devenant le premier chef de l'exécutif à disposer d'une majorité absolue d'un seul parti.
Le 18 juin 1989, les élections européennes confirment le paysage politique même si les scores diffèrent, puisque le PPD/PSD totalise 33 % des voix et 9 députés européens sur 24, contre 28 % des suffrages et 8 élus au PS, dont un revient d'ailleurs au PRD. Les quatre mandats de la CDU et les trois sièges du CDS complètent la délégation portugaise.
À peine trois semaines plus tard, la deuxième révision constitutionnelle depuis 1976 est promulguée. Elle transforme la référence à « la transformation vers une société sans classes » par « la création d'une société juste, libre et solidaire ». En outre, elle réduit la fourchette du nombre possible de députés, passant d'un écart de 240 à 250 à une écart compris entre 230 et 235.
Les élections locales organisées le 17 décembre suivant constituent à l'inverse une sévère défaite pour les libéraux, puisque les socialistes y remportent 116 villes sur 305, soit trois de mieux que leurs adversaires et surtout 37 de plus qu'au scrutin de 1985. Le PS s'impose notamment à Lisbonne, où son nouveau secrétaire général Jorge Sampaio conquiert la majorité absolue des sièges, et Porto.
Pour l'élection présidentielle du 13 janvier 1991, le PS investit le chef de l'État sortant Soares et le PPD/PSD annonce ne pas lui présenter d'adversaire. Opposé à Basílio Horta du CDS et deux candidats de la gauche radicale, le président de la République est réélu au premier tour avec 70 % des suffrages.
À la convocation des élections, l'Assemblée de la République élue en 1987 devient la première depuis 1980 à achever sa législature. De même le gouvernement Cavaco Silva II est le premier cabinet depuis 1976 à aller au terme de son mandat.

## Mode de scrutin
Le mode de scrutin retenu, fixé par la loi électorale du 15 novembre 1974, prévoit l'élection des députés au scrutin proportionnel suivant la méthode D'Hondt, connue pour avantager les partis arrivés en tête.
La loi électorale, conformément aux dispositions constitutionnelles, établit le nombre de députés à 230, le minimum autorisé. Les députés sont élus dans 22 circonscriptions électorales, à savoir les 18 districts du Portugal, les Açores, Madère, l'Europe, et le reste du monde.

## Principaux partis et chefs de file
| Parti | Parti                                                                       | Idéologie                                                | Chef de file                         | Résultats en 1987           |
| ----- | --------------------------------------------------------------------------- | -------------------------------------------------------- | ------------------------------------ | --------------------------- |
|       | Parti social-démocrate Partido Social Democrata                             | Centre droit Libéralisme                                 | Aníbal Cavaco Silva Premier ministre | 50,2 % des voix 148 députés |
|       | Parti socialiste Partido Socialista                                         | Centre gauche Social-démocratie, socialisme démocratique | Jorge Sampaio Maire de Lisbonne      | 22,2 % des voix 57 députés  |
|       | Coalition démocratique unitaire Coligação Democrática Unitária              | Gauche Communisme, écologie                              | Álvaro Cunhal                        | 12,1 % des voix 31 députés  |
|       | Parti rénovateur démocratique Partido Renovador Democrático                 | Centre Social-libéralisme                                | Pedro Canavarro                      | 4,9 % des voix 7 députés    |
|       | Parti du centre démocratique et social Partido do Centro Democrático Social | Centre droit Démocratie chrétienne, libéralisme          | Diogo Freitas do Amaral              | 4,4 % des voix 4 députés    |

## Résultats

### Scores
|                        |                                                    |           |       |      |        |               |  |  |  |  |  |  |  |  |
| Partis                 | Partis                                             | Voix      | %     | +/-  | Sièges | +/-           |  |  |  |  |  |  |  |  |
|                        | Parti social-démocrate (PPD/PSD)                   | 2 902 351 | 51,60 | 0,26 | 135    | 13            |  |  |  |  |  |  |  |  |
|                        | Parti socialiste (PS)                              | 1 670 758 | 29,70 | 6,96 | 72     | 12            |  |  |  |  |  |  |  |  |
|                        | Coalition démocratique unitaire (CDU)              | 504 583   | 8,97  | 3,44 | 17     | 14            |  |  |  |  |  |  |  |  |
|                        | Parti du centre démocratique et social (CDS)       | 254 317   | 4,52  | 0,02 | 5      | 1             |  |  |  |  |  |  |  |  |
|                        | Parti de la solidarité nationale (PSN)             | 96 096    | 1,71  | Nv.  | 1      | 1             |  |  |  |  |  |  |  |  |
|                        | Parti socialiste révolutionnaire (PSR)             | 64 159    | 1,14  | 0,55 | 0      | en stagnation |  |  |  |  |  |  |  |  |
|                        | Parti communiste des travailleurs portugais (PCTP) | 48 542    | 0,86  | 0,49 | 0      | en stagnation |  |  |  |  |  |  |  |  |
|                        | Parti rénovateur démocratique (PRD)                | 35 077    | 0,62  | 4,40 | 0      | 7             |  |  |  |  |  |  |  |  |
|                        | Parti populaire monarchiste (PPM)                  | 25 216    | 0,45  | 0,03 | 0      | en stagnation |  |  |  |  |  |  |  |  |
|                        | Parti démocratique de l'Atlantique (PDA)           | 10 842    | 0,19  | Abs. | 0      | en stagnation |  |  |  |  |  |  |  |  |
|                        | Front de la gauche révolutionnaire (FER)           | 6 661     | 0,12  | Nv.  | 0      | en stagnation |  |  |  |  |  |  |  |  |
|                        | Union démocratique populaire (UDP)                 | 6 157     | 0,11  | 0,80 | 0      | en stagnation |  |  |  |  |  |  |  |  |
|                        |                                                    |           |       |      |        |               |  |  |  |  |  |  |  |  |
| Suffrages exprimés     | Suffrages exprimés                                 | 5 624 759 | 98,07 |      |        |               |  |  |  |  |  |  |  |  |
| Votes nuls             | Votes nuls                                         | 110 672   | 1,93  |      |        |               |  |  |  |  |  |  |  |  |
| Total                  | Total                                              | 5 735 431 | 100   | -    | 230    | 20            |  |  |  |  |  |  |  |  |
| Abstentions            | Abstentions                                        | 2 726 926 | 32,22 |      |        |               |  |  |  |  |  |  |  |  |
| Inscrits/Participation | Inscrits/Participation                             | 8 462 357 | 67,78 |      |        |               |  |  |  |  |  |  |  |  |